# Alejandro Ruiz
Alejandro Ruiz Márquez (ur. 9 czerwca 1967 w Meksyku) – meksykański aktor.

## Filmografia
- 1985: Ty albo nikt jako Felipe Acuña
- 1997: Esmeralda jako Adrián Lucero
- 1998: Paulina jako Leandro Gomez
- 1999: Posłaniec szczęścia jako Martín Morales
- 2001: Virginia jako Juvencio Menchaca
- 2004: Grzesznica jako Diego Fernández Del Ara
- 2010: Kobieta ze stali jako Nazario Melgarejo
- 2010-2011: Kiedy się zakocham... jako Ezequiel Fierro
- 2012: Nieposkromiona miłość jako Padre Anselmo Medrano
- 2012-2013: Qué bonito amor jako „El Siete Mares”
- 2013-2014: Por siempre mi amor jako Bruno Escudero
- 2016: Droga do szczęścia jako Ismael Solórzano
- 2017: Przeklęta jako Onésimo Quiñones

## Nagrody

### Premios TVyNovelas
| Rok  | Kategoria                    | Telenowela | Wynik   |
| ---- | ---------------------------- | ---------- | ------- |
| 1998 | Najlepszy aktor drugoplanowy | Esmeralda  | Wygrana |